# Nậm Mo Phí
Nậm Mo Phí, hay Suối Mo Phí, là một phụ lưu cấp 2 của sông Đà. Nậm Mo Phí chảy qua các tỉnh Lai Châu và Điện Biên, Việt Nam .
Suối có chiều dài 47 km và diện tích lưu vực là 269 km² .
Nậm Mo Phí ắt nguồn từ vùng núi cực tây, chỗ có đỉnh Khoan La San 22°24′02″B 102°08′38″Đ / 22,400556°B 102,143889°Đ ở ngã ba biên giới Việt - Trung - Lào, và có Cửa khẩu A Pa Chải 22°25′45″B 102°10′52″Đ / 22,42917°B 102,18111°Đ. Suối đổ ra Nậm Ma tại bản Gò Cú (Phí Chi) xã Mù Cả huyện Mường Tè tỉnh Lai Châu.

## Chỉ dẫn
1. ↑  Trong tiếng Thái-Tày "Nậm" có nghĩa là nước, sông, suối.

- Trong Nghị quyết 36/2000/QH10 ngày 9/6/2000 dùng tên "sông Nậm Mo Phí" [3]. Trong "Danh mục địa danh... Điện Biên" [4] và "Danh mục lưu vực sông liên tỉnh" [5] là "suối Mo Phí". Không có tên trong "Danh mục địa danh... Lai Châu" [6].